# Pfeffelbach
Pfeffelbach település Németországban, Rajna-vidék-Pfalz tartományban. Lakosainak száma 859 fő (2023. december 31.).

## Népesség
A település népességének változása:
| Lakosok száma | 959  | 873  | 869  | 882  | 874  | 859  |
|               | 1975 | 2017 | 2019 | 2021 | 2022 | 2023 |